# Anna Streżyńska

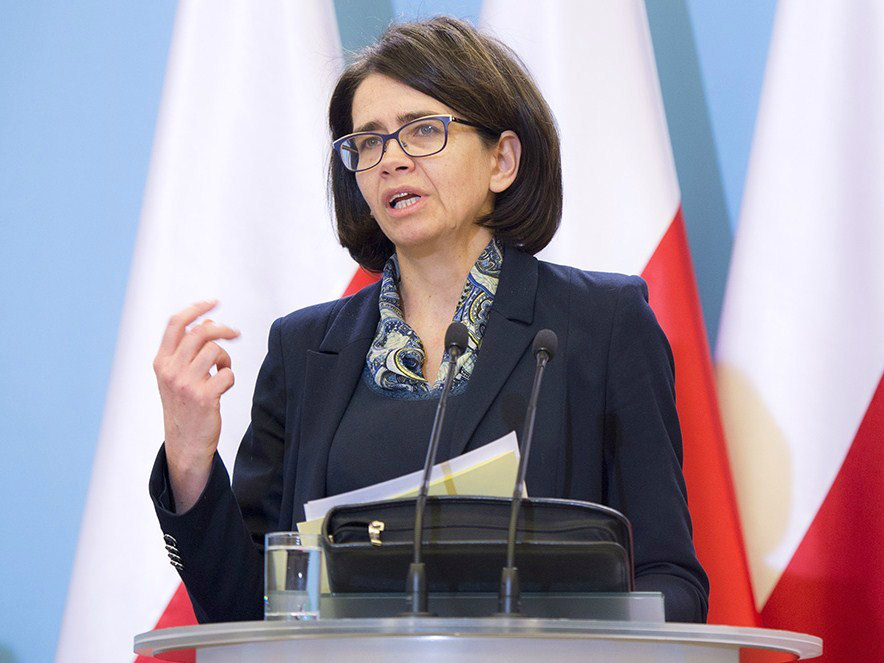
Anna Streżyńska (2017)

Anna Maria Streżyńska, geborene Bajorek (* 11. Mai 1967 in Warschau), ist eine polnische Funktionärin und Unternehmerin. Sie leitete von 2015 bis 2018 das Ministerium für Digitalisierung.

## Leben
Im Jahr 1994 schloss sie ein Studium an der Fakultät für Rechts- und Verwaltungswissenschaften der Universität Warschau ab. In den Jahren 1995 bis 1997 arbeitete sie beim Urząd Ochrony Konkurencji i Konsumentów, dem polnischen Amt für Wettbewerbs- und Verbraucherschutz. Von 1998 bis 2001 war sie Beraterin von drei aufeinanderfolgenden Ministern für Kommunikation im Kabinett Buzek und seit 2000 auch Abteilungsleiterin in diesem Ressort.
Von 2001 bis 2004 war sie Direktorin am Instytut Badań nad Gospodarką Rynkową, einem Institut zu Fragen der Marktwirtschaft und leitete auch die Zeitschrift „Prawo i ekonomia w telekomunikacji“ (Recht und Ökonomie in der Telekommunikation).
Von November 2005 bis Mai 2006 war sie Unterstaatssekretärin für den Bereich Kommunikation im Ministerium für Transport und Bauwesen im Kabinett Marcinkiewicz. Gleichzeitig wurde ihr im Januar 2006 der Vorsitz des Urząd Komunikacji Elektronicznej (Amt für elektronische Kommunikation) übertragen, das als Nachfolgeinstitution des Urząd Regulacji Telekomunikacji i Poczty (Amt zur Regulierung der Telekommunikation und der Post) neu eingerichtet worden war. Diese Position übte sie bis zum Februar 2012 aus.
Seit 2012 war sie als Aufsichtsratsvorsitzende mit der Gesellschaft Wielkopolska Sieć Szerokopasmowa (Großpolnisches Breitbandnetz) verbunden und seit 2014 als deren Vorstandsvorsitzende. Im Jahr 2013 wurde sie Expertin und Vizepräsidentin bei der von Przemysław Wipler gegründeten Organisation Fundacja Republikańska. Im Jahr 2015 übernahm sie die Aufsicht über den Netzausbau in der Woiwodschaft Masowien.
Im November 2015 wurde sie zur Ministerin für digitale Angelegenheiten im Kabinett Szydło ernannt. In der Nachfolgeregierung Morawiecki wurde sie im Januar 2018 abberufen. Mit einigen Mitarbeitern aus dem Ministerium gründete sie daraufhin die Datenmanagement-Firma MC² Solutions.

## Privates
Sie ist mit dem ehemaligen Priester Józef Streżyński verheiratet. Sie haben zwei Töchter.

## Auszeichnungen
- Nagroda im. Andrzeja Bączkowskiego (2007)
- Bene Merito (2010)
- Nagroda im. Marka Cara (2012)